# ルパン・エチュード
『ルパン・エチュード』は、岩崎陽子による日本の漫画作品。モーリス・ルブランの小説『アルセーヌ・ルパン』シリーズを新解釈で漫画化した作品である。
『プリンセスGOLD』2016年12月号（秋田書店）より2019年10月号（10月16日配信）まで連載された。コミックスはプリンセス・コミックス（秋田書店）より全4巻。
アルセーヌ・ルパンは、青年ラウール・ダンドレジーの別人格という解釈をとっている。2巻からは『カリオストロ伯爵夫人』をモチーフにしている。

## あらすじ
19世紀末。パリで公演する女性出演者のみのサーカス団「シルク・ドゥ・ラ・デェス（女神のサーカス団）」にラウール・ダンドレジーと名乗る青年が訪れた。ラウールはサーカスの裏方、下働きとして自らを売り込み、雇われる。
ラウールは人の悪意に過敏に反応し、それを拒絶するように自らの意識を遮断してしまう。その時に悪意と渡りあえるだけの力を持つ1人の人格が現れるのであった。もう1人の人格に気付いた同僚のエリク・ヴァトーに問われて、その人格は父方の姓を取って「アルセーヌ・ルパン」を名乗った。

## 書誌情報
- 岩崎陽子『ルパン・エチュード』秋田書店〈プリンセス・コミックス〉、全4巻
  1. 2017年6月16日発売[3][5]、ISBN 978-4-253-27374-9
  2. 2018年5月16日発売[6]、ISBN 978-4-253-27372-5
  3. 2018年5月16日発売[7]、ISBN 978-4-253-27373-2
  4. 2019年11月15日発売[8]、ISBN 978-4-253-27374-9